# Legiune

Imperiul roman și amplasamentul legiunilor sale în anul 125, în timpul împăratului Adrian

Legiunea (latină Legio) a fost o unitate de bază, permanentă, a armatei romane, recrutată dintre cetățeni romani, cu un efectiv care a variat în timp (între 4.200 și 6.000 de oameni), repartizați în cohorte, manipule, centurii.
În perioada timpurie a Regatului Romei (în opoziție cu republica sau cu imperiul), legiunea reprezenta întreaga armată romană.
În cea mai mare parte a perioadei Imperiului Roman, legiunile constituiau doar o parte a armatei imperiale și erau formate din infanterie grea de elită, recrutată exclusiv din rândul cetățenilor romani (provincialii care aspirau la cetățenia romană trebuiau să servească onorabil în rândul auxiliarilor). Legiunile mai cuprindeau și câteva unități mici de cavalerie. Armata romană (din cea mai mare parte a perioadei imperiale) era formată din cohorte de auxiliari care formau infanterie suplimentară și din marea majoritate a cavaleriei romane.
Mulțumită succeselor militare nemaipomenite ale republicii romane și ale imperiului roman, legiunea a fost mult timp considerată ca primul model antic de eficiență și înzestrare militară.

## Legionarii
Legionarii romani, infanterie prin excelență (deși existau și câteva unități de cavalerie), erau o forță atât foarte bine disciplinată, cât și extrem de bine echipată, având ca arme principale câteva sulițe (pilum) și o sabie scurtă pentru lupta corp la corp (gladius). Scutul roman era foarte mare și greu, ceea ce înseamnă că legionarii aveau mobilitate mică în lupta corp la corp, compensând cu o protecție excelentă. Tehnica legionarilor era să își arunce sulițele către inamic, apoi să înfigă gladiusul în zonele vitale ale inamicului. În ciuda acestui echipament de bază al legionarilor premarieni, existau câteva grupe numite triarii, veterani ai bătăliilor, care în locul sabiei și sulițelor, erau înarmați cu o suliță eficientă împotriva cavaleriei, dar și foarte utilă împotriva infanteriei. Datorită eficienței remarcabile, a apărut și o zicală: „a te duce la triarii”, zicală ce însemna că te duci la sfârșit de drum, având dublu sens deoarece triarii erau în spatele formațiilor romane premariene, ulterior reformelor lui Marius triarii și multe din tipurile de organizare a Triplex Acies (tactică standard premariană) înlocuind hastații, principes și triarii cu legionari echipați standardizat. 
Triplex Acies era o formație extraordinară a Legiunilor premariene. În față se aflau Velites - infanterie foarte ușoară ce arunca o ploaie de sulițe ușoare înainte să se retragă în spatele liniei principale. Înainte de luptă velites se postau în fața formației principale pentru a ascunde manevrele legionarilor, acționând și ca suport pentru cavalerie (equites). Soldații trebuiau să își cumpere echipamentul cu bani proprii, motiv pentru care foarte puțini își permiteau cai sau armură completă. Imediat în spatele Velites se aflau Hastați, legionari tineri și nerbdatori așezați în Manipule de câte 1200 de oameni. Fiind tineri nu aveau prea mulți bani deci își permiteau doar un scut, un coif, două pila, un gladium și o armură. Chiar în spatele lor se aflau Principes, postați tot în manipule, erau soldați un pic mai bătrâni, echipați cam la fel dar dispunând de arme de calitate superioară. După Principes se aflau Triarii, a căror formație conține doar 600 de oameni deoarece erau veterani și în număr mult mai mic decât ceilalți soldați tineri. Triarii erau echipați cu sulițe numite Hastae, și erau dintre puținii care își permiteau o armură completă, similară cu cea a legionarilor de după reformele lui Gaius Marius.   
În urma reformelor lui Marius, armura romană devenise mult mai rezistentă și mai bine făcută, fiind furnizată din fondurile statului. Echipamentele romane variază din ce în ce mai mult, odată cu exploatarea tehnologiilor triburilor barbare cucerite. Armată romană este divizată între legionari și auxiliari, cei din urmă fiind non-cetățeni romani echipați după standarde mai joase decât legionarii, urmând a fi în general postați pe flancuri ca sulițași și călăreți sau în spatele legionarilor ca arcași sau velites. Triplex Acies a fost relativ abandonată și înlocuită cu o formație similară, cu diferența că armurile erau standardizate, soldații erau postați similar în ordinea calității: cei mai slabi în față, iar cei mai buni postați în spate ca rezerve pentru a interveni în zonele unde erau necesari. Cavaleria grea împreună cu cea auxiliară mai ușoară erau dispuse pe flancuri, împreună cu infanteria auxiliară echipată cu sulițe. 
Până la reformele lui Constantin, cavaleria legionară era formată de cavaleria grea legionară și pretoriană, precum și din cavaleria ușoară auxiliară. Ulterior acestor reforme, cavaleria legionară era formată din Hippo-toxotai și Equites Sgittari, cavalerie echipată cu arcuri. Cea mai puternică cavalerie grea este auxilia palatina, gărzile imperiale principale și auxilia sarmantina, auxiliari recrutați dintre triburile stepelor, care s-au răspândit larg prin Imperiile Romane de Apus și de Răsărit, ajungând până în Britania. Cele două imperii romane se diferențiau foarte mult din punct de vedere militar, deși legionarii (comitatenses si plumbatarii) erau similari. Imperiul Roman de Vest se baza foarte mult pe infanterie, luptătorii lor de etnie barbară echipați și antrenați în stil roman erau destul de eficienți, unii legionari aplicând tehica barbara a zidului de scuturi. Armata Imperiului Roman de Est se baza mult pe cavalerie, deoarece majoritatea triburilor din Arabia și din stepe se bazau mult pe cavalerie, astfel că le trebuia o forță de cavalerie competentă precum Equites Cataphractarii și Equites Cilibinarii, copii ale cavaleriei grele ale Orientului, fiind practic niște cavaleri în armură completă. De asemenea, Legio Lanciarii erau o forță indispensabilă, deoarece erau antrenați și echipați ideal împotriva cavaleriei.

## Legiuni pe teritoriul Daciei
Pe teritoriul Daciei au fost staționate în cursul timpului mai multe legiuni:
- Legiunea I Adiutrix
- Legiunea I Iovia Scythica
- Legiunea I Italica
- Legiunea a II-a Herculia
- Legiunea a III-a Galica
- Legiunea a IV-a Flavia Felix
- Legiunea a V-a Macedonica
- Legiunea a VII-a Claudia
- Legiunea a VII-a Gemina Felix
- Legiunea a XI-a Claudia
- Legiunea a XIII-a Gemina